# Thoralf M. Sundt
Thoralf Mauritz Sundt Jr. nació el tres de abril de 1930 en Wenonah Nueva Jersey, en los Estados Unidos de América (EU). Se graduó en 1952, de la Academia Militar de los EU y sirvió en la armada en el regimiento 32 de la séptima división de infantería en la guerra de Corea, antes de graduarse de la carrera de medicina en la Universidad de Tennessee de la ciudad de Memphis.

En 1964, el Dr. Sundt terminó sus estudios en la especialidad de Neurocirugía y Neurología en la clínica Mayo.
Es una de las principales figuras en el desarrollo de la microcirugía de la vasculatura cerebral. Sus contribuciones van desde estudios de laboratorio que determinaron los parámetros críticos del flujo sanguíneo cerebral normal, hasta avances técnicos en el desarrollo de clips para aneurisma e instrumentos, avances conceptuales en la revascularización cerebral y el manejo de los aneurismas gigantes. 

Fue miembro de la AANS (Asociación americana de Neurocirujanos) desde 1969 hasta 1992.
En 1986, fue reconocido como el maestro del año por la asociación de Fellows de la Clínica Mayo. Fue nombrado alumno sobresaliente del colegio de Medicina en Memphis de la Universidad de Tenneesse en 1988. 
En 1989, el Dr. Sundt operó al expresidente Ronald Reagan para drenar un hematoma subdural crónico (aparentemente secundario a un accidente de equitación). De 1989 a 1990 fue vicepresidente de la Asociación Americana de Neurocirujanos. En 1990, se convirtió en el editor de la revista Journal of Neurosurgery.
Después de siete años de sufrir de una enfermedad oncologica sanguínea, el Dr. Sundt, falleció el miércoles nueve de septiembre de 1992.